# Gaourang II del Baguirmi
Abd al-Rahman Gaourang II, noto come Gaorang o Gwaranga (1858 circa – 1918), è stato mbang del regno del Baguirmi dal 1883 al 1918.
Salì al potere quando il regno era ormai nella fase terminale del suo declino, soggetto sia all'impero Ouaddai che all'impero di Bornu. Nel 1893 il signore della guerra sudanese Rabih al-Zubayr lo rese suo vassallo. Nel 1897 Gaourang firmò un trattato che rese il suo regno un protettorato francese. Dopo la sconfitta finale di Rabih nel 1900, governò in Ciad, sotto il controllo dei francesi, fino alla sua morte nel 1918.

## I primi anni

La regione del lago Ciad nel 1890 - Il Baguirmi è indicato in rosa

Il regno di Baguirmi si trovava sulla sponda orientale del Chari, a sud del lago Ciad. Nel XIX secolo il Baguirmi, una volta provincia dell'impero Bornu (posto a nord-ovest), era conteso tra quest'ultimo e l'impero Ouaddai (posto a nord-est). Il regno era in rapido declino: pagava un tributo, principalmente in schiavi, al Bornu o al Ouaddai, talvolta a entrambi. La principale fonte di reddito per la gente di Baguirmi derivava dalle razzia di schiavi compiute contro il popolo Sara, posto più a sud.
Abd al-Rahman Gaourang nacque nella famiglia regnante del Baguirmi intorno al 1858. Nel 1871 Ali, il kolak dell'impero Ouaddai, conquistò la capitale del Baguirmi, Massénya. Furono catturati "tessitori, tintori, sarti, sellai, principi e principesse", tra cui Gaourang, che fu allevato alla corte dell'Ouaddai. Nel 1883 il sultano Youssouf, che era succeduto ad Ali, restituì il trono a Gaourang, che divenne così il 25º mbang del Baguirmi.
Nel 1886 il signore della guerra sudanese Rabih al-Zubayr attraversò il Chari e nel 1887 iniziò a razziare il Baguirmi meridionale per procurarsi degli schiavi. Gaourang cercò di convincere lo sceicco del Bornu ad aiutarlo contro Rabih, ma non ebbe successo. Nel 1891 Rabih inviò messaggi a Gaourang, chiedendo un commercio aperto e forniture di stoffe per i suoi soldati. Gaourang era contrario a causa del modo in cui Rabih aveva trattato i suoi vassalli del sud, e inviò una risposta di sfida che invitava alla guerra. Le ostilità iniziarono all'inizio del 1893 e le forze di Gaourang furono sconfitte da quelle di Rabih in vari scontri. L’ultima resistenza fu a Manjaffa, la seconda capitale del Baguirmi, che subì un assedio di cinque mesi caratterizzato da intensi combattimenti.
Gaourang chiese aiuti sia al Bornu che al Ouaddai. Lo sceicco del Bornu, Hashimi bin Umar, rifiutò di inviarne, forse perché il Baguirmi si era opposto al pagamento dei tributi e forse perché voleva evitare di scontrarsi con Rabih. Il sultano Yusuf dell'Ouaddai, per il quale il Baguirmi era un importante stato vassallo e che aveva perso molto territorio a causa di Rabih, rispose invece all'appello. Inviò in aiuto al Baguirmi una grande forza militare, che fu però distrutta dall'esercito di Rabih. Manjaffa capitolò, ma Gaourang riuscì a fuggire e visse da fuggitivo per diversi anni. Rabih continuò la sua avanzata invadendo il Bornu, aiutato dai principali mahdisti di quel territorio e del vicino califfato di Sokoto.

## L'aiuto francese

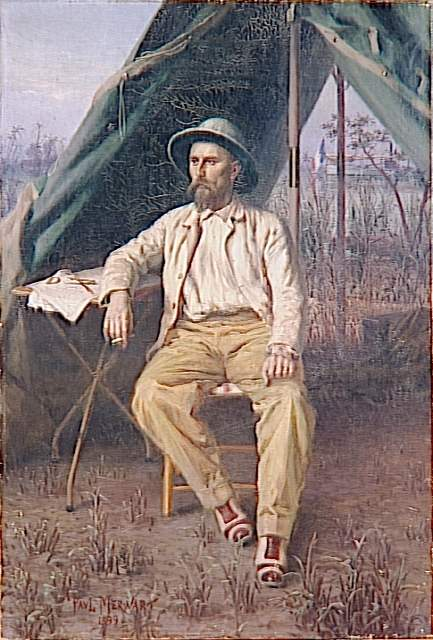
Émile Gentil

Nel 1897 l'ufficiale coloniale francese Émile Gentil, dopo aver compiuto viaggi lungo il Congo, l'Ubangi, ed aver raggiunto il Chari, giunse nel territorio del Baguirmi, dove gli fu detto che Rabih era stato responsabile della morte dell'esploratore Paul Crampel. Gentil incontrò Gaourang e firmò con lui un trattato che rendeva il Baguirmi un protettorato francese. Ci si aspettava che il sovrano pagasse le tasse ai francesi, anche se il trattato non era chiaro su come sarebbero state raccolte e su cosa il sovrano avrebbe potuto trattenere per sé. Il trattato permetteva le incursioni a caccia di schiavi sulla riva sinistra del Chari. Dignitari del Baguirmi e del Dar al-Kuti accompagnarono Gentil in Francia, dove fu in grado di organizzare una spedizione militare per difendere quei territori da Rabih. Gran parte di ciò che si sa di Rabih è stato scritto da colonialisti europei ostili: ne risulta l'immagine distorta di un avventuriero distruttivo. I francesi giustificarono le loro incursioni nella regione con il fatto che stavano proteggendo Gaourang e il Baguirmi dagli schiavisti sudanesi, ma pare che Rabih fosse in realtà un abile amministratore, diplomatico e leader militare. R. A. Adeleye ritiene che Rabih fosse un imperialista africano: da questo punto di vista non era significativamente diverso dagli imperialisti europei che stavano allora colonizzando l'Africa.
Rabih, sentendo il suo potere minacciato dai francesi, invase Baguirmi. Attaccò la città di Goulfei, dove massacrò quasi tutta la popolazione come punizione per l'accoglienza che avevano dato a Gentil, e minacciò Gaourang che si trovava nella sua capitale di Massenya. Gaourang, i cui sostenitori premevano per abbandonare l'alleanza con la Francia e per accettare la sovranità di Rabih, lasciò Massenya e si rifugiò a Kouno con Pierre Prins, che Gentil aveva lasciato con Gaourang come residente. Rabih tornò a Dikwa, la sua capitale nel Bornu, con più di 30000 sudditi di Gaourang come schiavi.
L'esploratore francese Ferdinand de Béhagle incontrò Gaourang a Kouno nel luglio 1898. De Béhagle fu poi ricevuto da Rabih a Dikwa, il 14 marzo 1899. All'inizio fu trattato bene, ma i due uomini presto litigarono. Rabih voleva comprare i fucili di de Béhagle, che rifiutò di venderli, e fu gettato in prigione. L'ex ufficiale di marina francese Henri Bretonnet, inviato in soccorso di Gaourang e di de Béhagle, raggiunse Gribingui il 30 marzo 1899 e poi si spostò a Ndélé, dove fu ospite del sultano al-Sanoussi per tre settimane. Al-Sanoussi avvertì Rabih dell'arrivo di Bretonnet e Rabih cominciò subito a preparare le sue forze.
Alla fine di giugno 1899 Bretonnet raggiunse Gaourang a Kouno con una piccola forza di 40 tirailleur senegalesi. Rabih si diresse verso la città con un esercito di 8000 uomini. Il 14 luglio 1899 Bretonnet dovette evacuare Kouno che fu subito occupata da Rabih. Bretonnet si rifugiò quindi fra le colline di Togbao, dove tre giorni dopo, nella battaglia di Togbao, fu ucciso con quasi tutti i suoi uomini dalle truppe di Rabih. Gaourang fuggì. Rabih ordinò quindi l'esecuzione di de Béhagle, avvenuta probabilmente il 15 ottobre 1899; ciò rese inevitabile la guerra tra la Francia e Rabih.

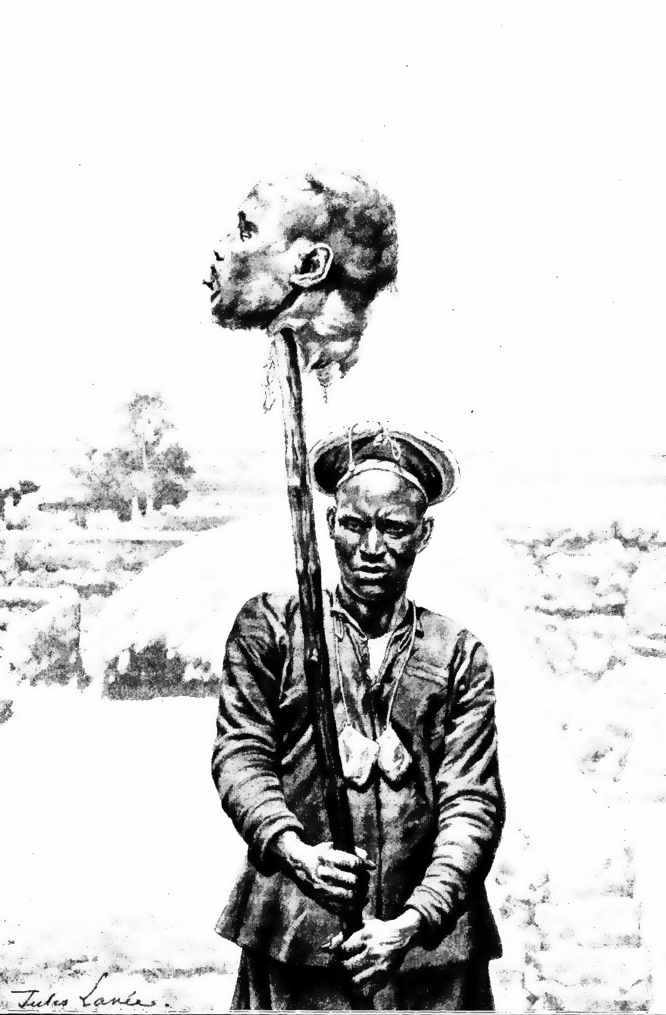
La testa di Rabih

Fu Gentil che guidò inizialmente la campagna militare contro Rabih. Il 29 ottobre 1899 si svolse l'inconcludente battaglia di Kouno, che comunque non impedì alla missione Gentil di riunirsi con le missioni Foureau-Lamy e Joalland-Meynier. Gaourang promise a questo punto di unirsi ai francesi, ora guidati da Amédèe-François Lamy, in un attacco a Kousséri, che i francesi volevano usare come base per le operazioni contro Rabih. La battaglia di Kousséri ebbe luogo il 22 aprile 1900 e i francesi ottennero una decisiva vittoria. Rabih fu ucciso e la sua testa fu esposta in città. Anche Lamy morì, secondo una versione colpito accidentalmente dal fuoco delle truppe di Gaourang. Con la sconfitta di Rabih i francesi erano riusciti a collegare il Congo ai loro possedimenti coloniali in Africa occidentale.

## Vassallo della Francia
Dopo la morte di Rabih, a Gaourang fu permesso di ristabilire la sua sovranità su una parte del suo regno, anche se i francesi avevano occupato il delta del Chari. Nel trattato del 22 agosto 1900 Gaourang fu invitato a contribuire alle spese di occupazione. Poiché la sua terra era stata ridotta in miseria da Rabih e dall'Ouaddai, l'importo fu fissato a 2000 carichi di carne bovina, ossia 132 tonnellate. In cambio il governo francese assicurò la sua protezione contro tutti i nemici del Baguirmi, in particolare l'Ouaddai. Gaourang mantenne una certa indipendenza, ma dovette dare assistenza ai francesi nelle loro spedizioni militari. Nel 1903 Gaourang fu costretto a firmare un trattato in cui accettava di cessare le razzie schiaviste, ma per diversi anni continuò a compierne sulla riva sinistra del Bahr Ngolo e organizzò un discreto e redditizio traffico di schiavi con alcuni dei capi del sud.
Nel 1904 l'amministratore francese Henri Gaden incontrò Gaourang a Tchekna (Massénya). La prima impressione di Gaden fu quella di un uomo generoso di cui potersi fidare, anche se cambiò idea più di una volta negli anni successivi. Gaourang era stato messo a capo di una forza di 50 guardie con fucili a ripetizione e 30 cavalieri, impiegati principalmente come corrieri. Nell'agosto 1904 Gaden fu invitato a incontrare la madre dei Gaourang: si rivelò essere un vecchio con la barba bianca che svolgeva le funzioni della regina madre, che era morta alcuni anni prima. Nel settembre 1904 Gaourang regalò a Gaden un giovane leopardo.
Le entrate di Gaourang erano diminuite a causa della riduzione del commercio di schiavi imposta dai francesi, che disapprovavano anche la sua produzione di eunuchi da vendere alla Mecca e a Istanbul. Gaden rifiutò di accettare tasse pagate sotto forma di schiavi o di denaro guadagnato dal commercio di schiavi. Alla fine fu raggiunto un accordo per pagare le tasse in natura un tanto per capanna, mucca, pecora o cavallo, evitando l'argomento degli schiavi. Alla fine del dicembre 1905 Gaourang lasciò Tchekna (Massénya) per Fort Lamy e, all'inizio del 1906, firmò un nuovo trattato che proibiva esplicitamente di aumentare le tasse con lo schiavismo. Il suo contributo fu ridotto a 53 tonnellate di carne bovina per rifornire le guarnigioni di Tchekna (Massénya), Fort-Bretonnet (Bousso) e Fort de Cointet (Mandjaffa), più un pagamento di 1240 talleri. A Gaourang fu comunicato che suo figlio, che stava studiando a Brazzaville, otteneva buoni risultati.
Nel febbraio 1911 il duca Adolfo Federico di Meclemburgo-Schwerin incontrò Gaourang nel Baguirmi. Gaourang era in viaggio verso nord per rendere omaggio al colonnello Victor Emmanuel Largeau, comandante del territorio militare del Ciad. Gaourang morì nel 1918. Gli succedette come mbang Mahamat Abdelkader.